# وایسساخ یم تال
وایسساخ یم تال (به آلمانی: Weissach im Tal) یک شهر در آلمان است که در رمس-مور واقع شده‌است. وایسساخ یم تال ۷٬۱۶۰ نفر جمعیت دارد.

## خواهرخوانده
شهرهای لماتسش و Marly خواهرخوانده‌های وایسساخ یم تال هستند.